# Les Deux Pigeons
Cet article concerne la fable. Pour le film, voir Les Deux Pigeons (film).
Ne doit pas être confondu avec Les Deux Pigeons (ballet).
Les Deux Pigeons est la deuxième fable du livre IX de Jean de La Fontaine situé dans le second recueil des Fables de La Fontaine, édité pour la première fois en 1678.
La source de cette fable est la fable Du pigeon voyeur de Pilpay.

## Texte
Deux Pigeons s’aimaient d’amour tendre.

L’un d’eux s’ennuyant au logis

Fut assez fou pour entreprendre

Un voyage en lointain pays.

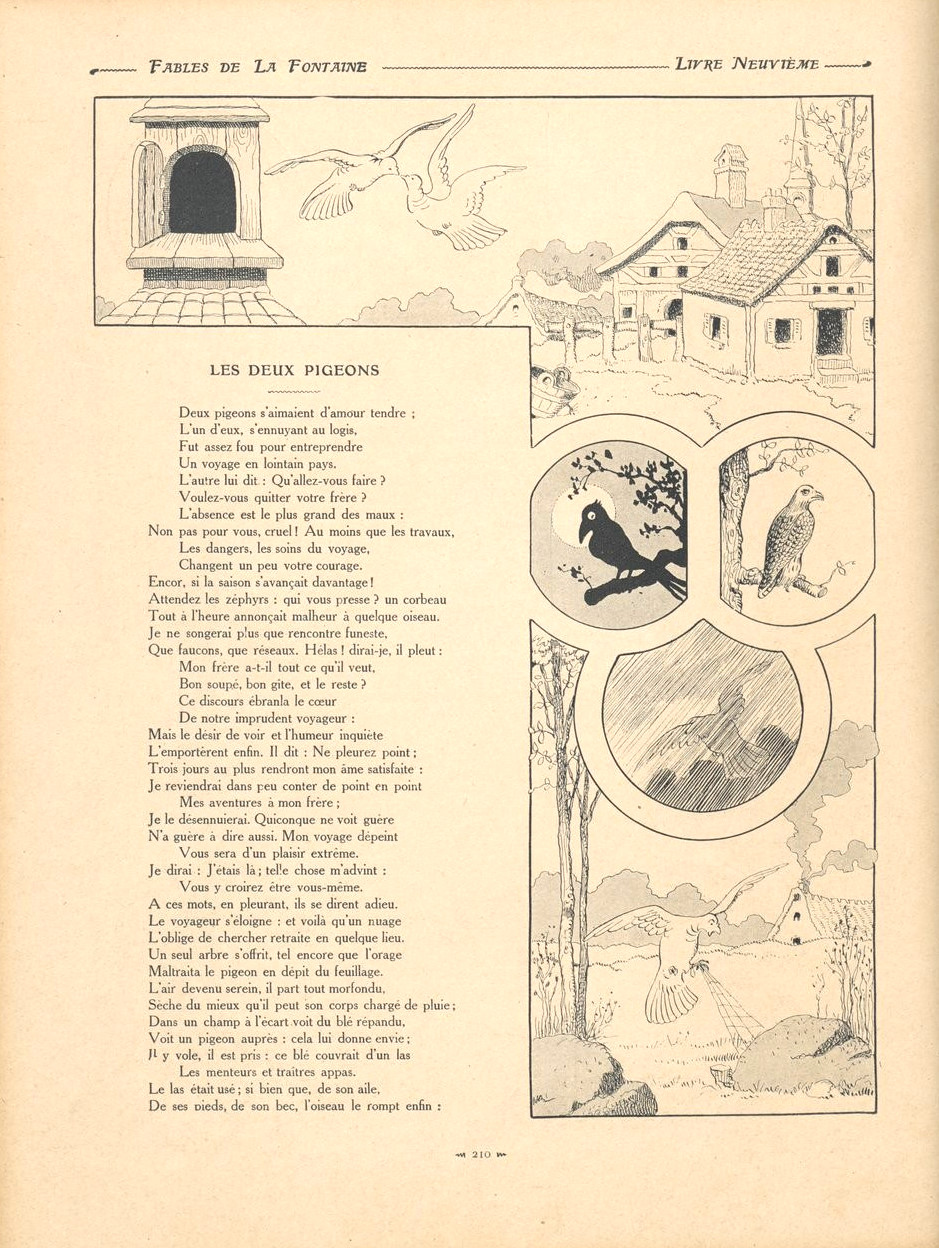
Illustration de Benjamin Rabier (1906) (début)

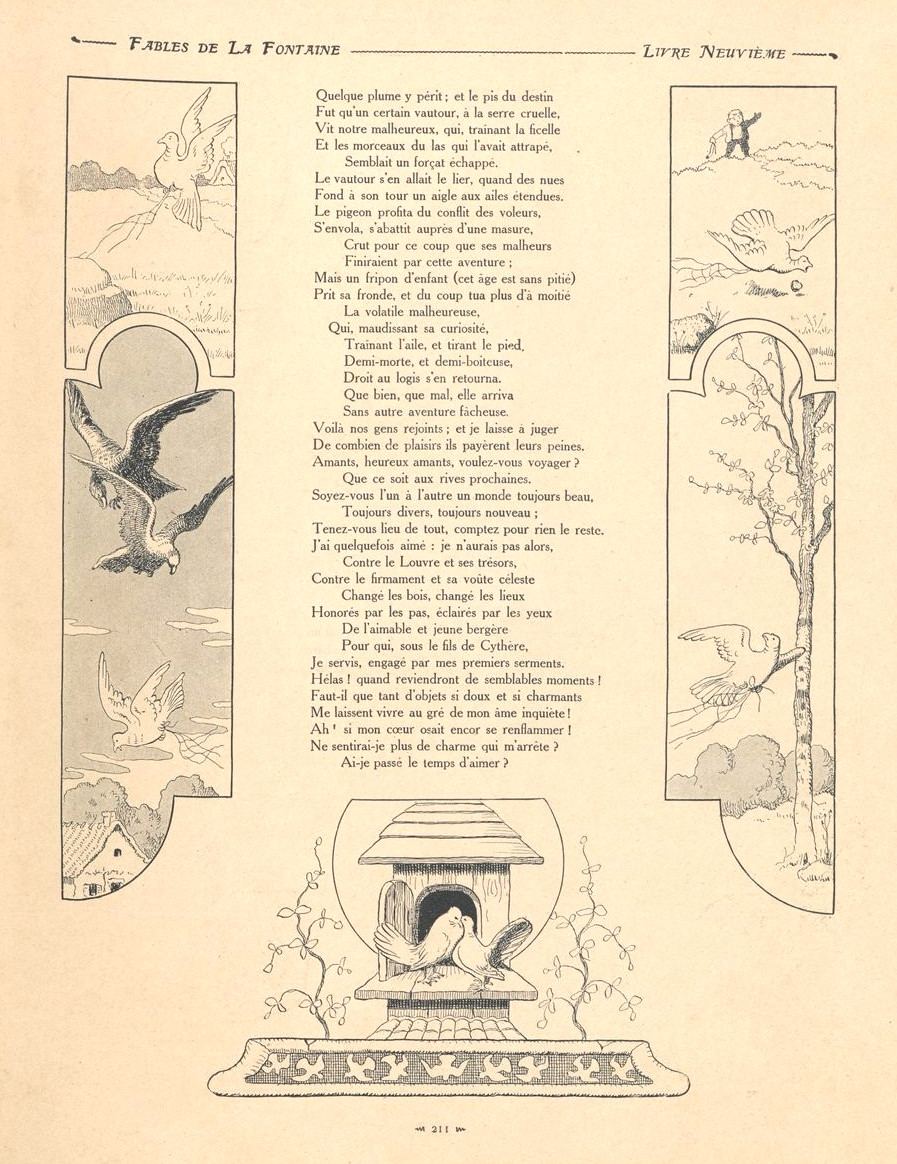
Illustration de Benjamin Rabier (1906) (fin)

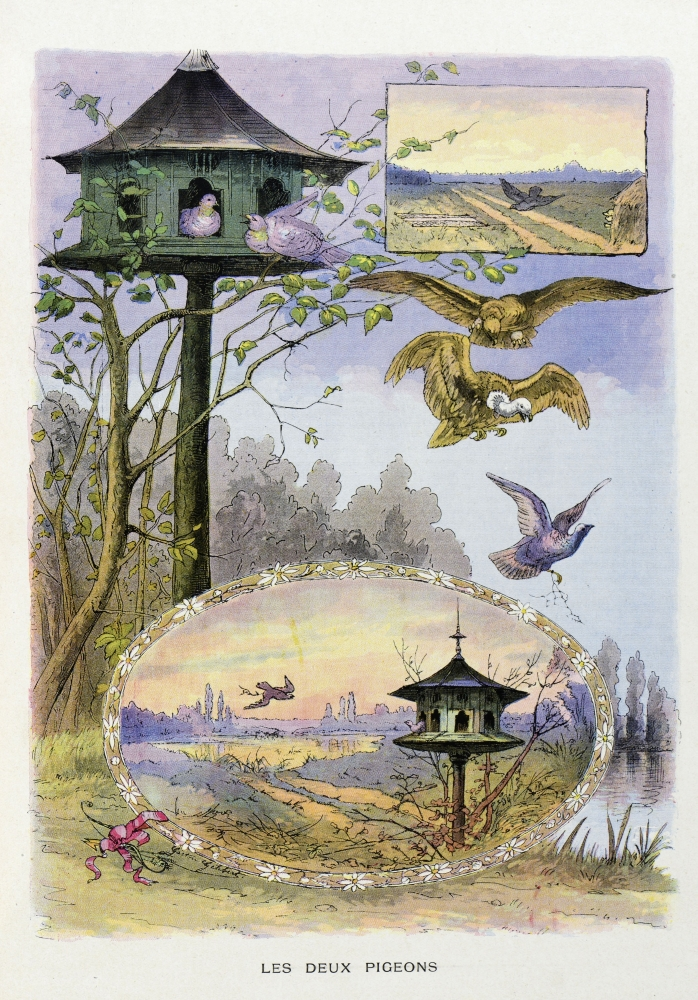
Illustration de Gaston Gélibert (1850-1931)

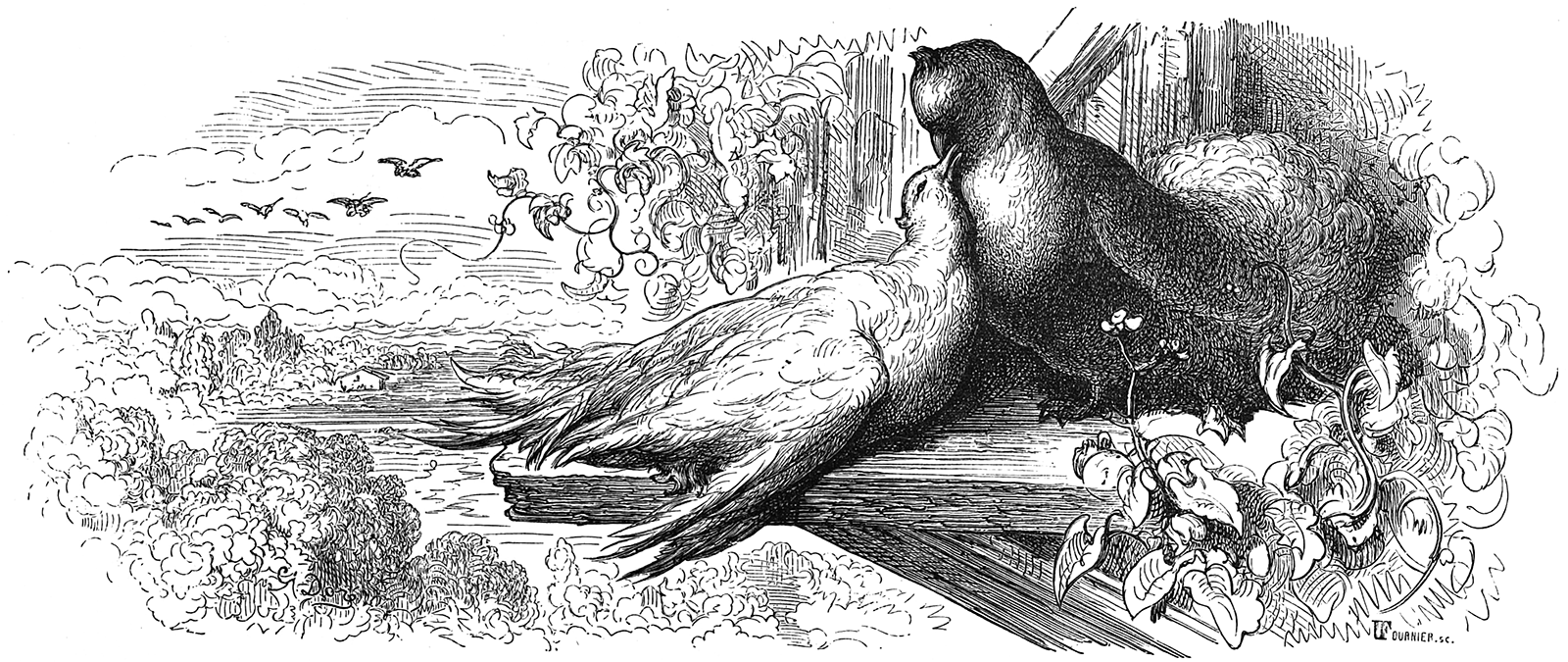
Illustration de la fable de La Fontaine "Les Deux Pigeons" par Gustave Doré (1876)

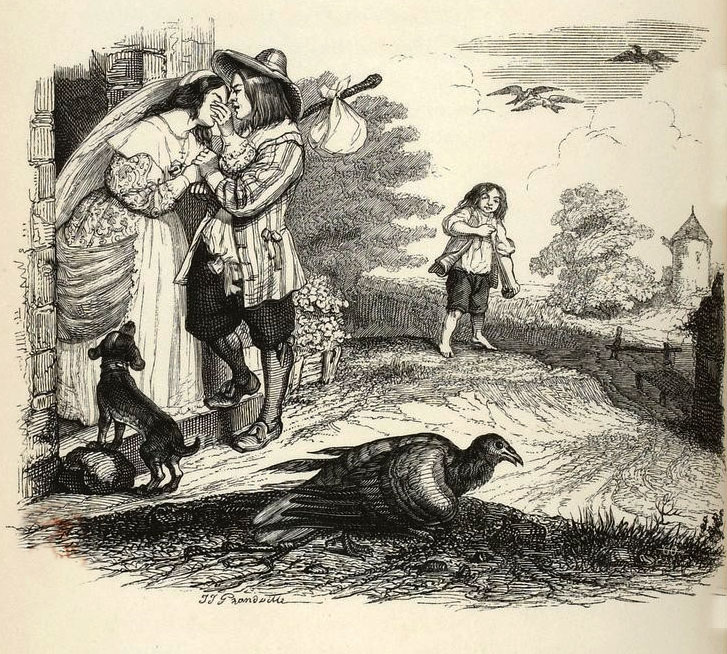
Dessin de Grandville (1838-1840)

L’autre lui dit : Qu’allez-vous faire ?

Voulez-vous quitter votre frère ?

L’absence est le plus grand des maux :

Non pas pour vous, cruel. Au moins, que les travaux,

Les dangers, les soins du voyage,

Changent un peu votre courage.

Encor si la saison s’avançait davantage !

Attendez les zéphyrs. Qui vous presse ? Un corbeau

Tout à l’heure annonçait malheur à quelque oiseau.

Je ne songerai plus que rencontre funeste,

Que Faucons, que réseaux. Hélas, dirai-je, il pleut :

Mon frère a-t-il tout ce qu’il veut,

Bon soupé, bon gîte, et le reste ?

Ce discours ébranla le cœur

De notre imprudent voyageur ;

Mais le désir de voir et l’humeur inquiète

L’emportèrent enfin. Il dit : Ne pleurez point :

Trois jours au plus rendront mon âme satisfaite ;

Je reviendrai dans peu conter de point en point

Mes aventures à mon frère.

Je le désennuierai : quiconque ne voit guère

N’a guère à dire aussi. Mon voyage dépeint

Vous sera d’un plaisir extrême.

Je dirai : J’étais là ; telle chose m’avint ;

Vous y croirez être vous-même.

À ces mots en pleurant ils se dirent adieu.

Le voyageur s’éloigne ; et voilà qu’un nuage

L’oblige de chercher retraite en quelque lieu.

Un seul arbre s’offrit, tel encor que l’orage

Maltraita le Pigeon en dépit du feuillage.

L’air devenu serein, il part tout morfondu,

Sèche du mieux qu’il peut son corps chargé de pluie,

Dans un champ à l’écart voit du blé répandu,

Voit un pigeon auprès ; cela lui donne envie :

Il y vole, il est pris : ce blé couvrait d’un las,

Les menteurs et traîtres appas.

Le las était usé ! si bien que de son aile,

De ses pieds, de son bec, l’oiseau le rompt enfin.

Quelque plume y périt ; et le pis du destin

Fut qu’un certain Vautour à la serre cruelle

Vit notre malheureux, qui, traînant la ficelle

Et les morceaux du las qui l’avait attrapé,

Semblait un forçat échappé.

Le vautour s’en allait le lier , quand des nues

Fond à son tour un Aigle aux ailes étendues.

Le Pigeon profita du conflit des voleurs,

S’envola, s’abattit auprès d’une masure,

Crut, pour ce coup, que ses malheurs

Finiraient par cette aventure ;

Mais un fripon d’enfant, cet âge est sans pitié,

Prit sa fronde et, du coup, tua plus d’à moitié

La volatile malheureuse,

Qui, maudissant sa curiosité,

Traînant l’aile et tirant le pié,

Demi-morte et demi-boiteuse,

Droit au logis s’en retourna.

Que bien, que mal, elle arriva

Sans autre aventure fâcheuse.

Voilà nos gens rejoints ; et je laisse à juger

De combien de plaisirs ils payèrent leurs peines.

Amants, heureux amants, voulez-vous voyager ?

Que ce soit aux rives prochaines ;

Soyez-vous l’un à l’autre un monde toujours beau,

Toujours divers, toujours nouveau ;

Tenez-vous lieu de tout, comptez pour rien le reste ;

J’ai quelquefois aimé ! je n’aurais pas alors

Contre le Louvre et ses trésors,

Contre le firmament et sa voûte céleste,

Changé les bois, changé les lieux

Honorés par les pas, éclairés par les yeux

De l’aimable et jeune Bergère

Pour qui, sous le fils de Cythère,

Je servis, engagé par mes premiers serments.

Hélas ! quand reviendront de semblables moments ?

Faut-il que tant d’objets si doux et si charmants

Me laissent vivre au gré de mon âme inquiète ?

Ah ! si mon cœur osait encor se renflammer !

Ne sentirai-je plus de charme qui m’arrête ?

Ai-je passé le temps d’aimer ?
— Jean de La Fontaine, Fables de La Fontaine, Les Deux Pigeons

### Dans les autres arts

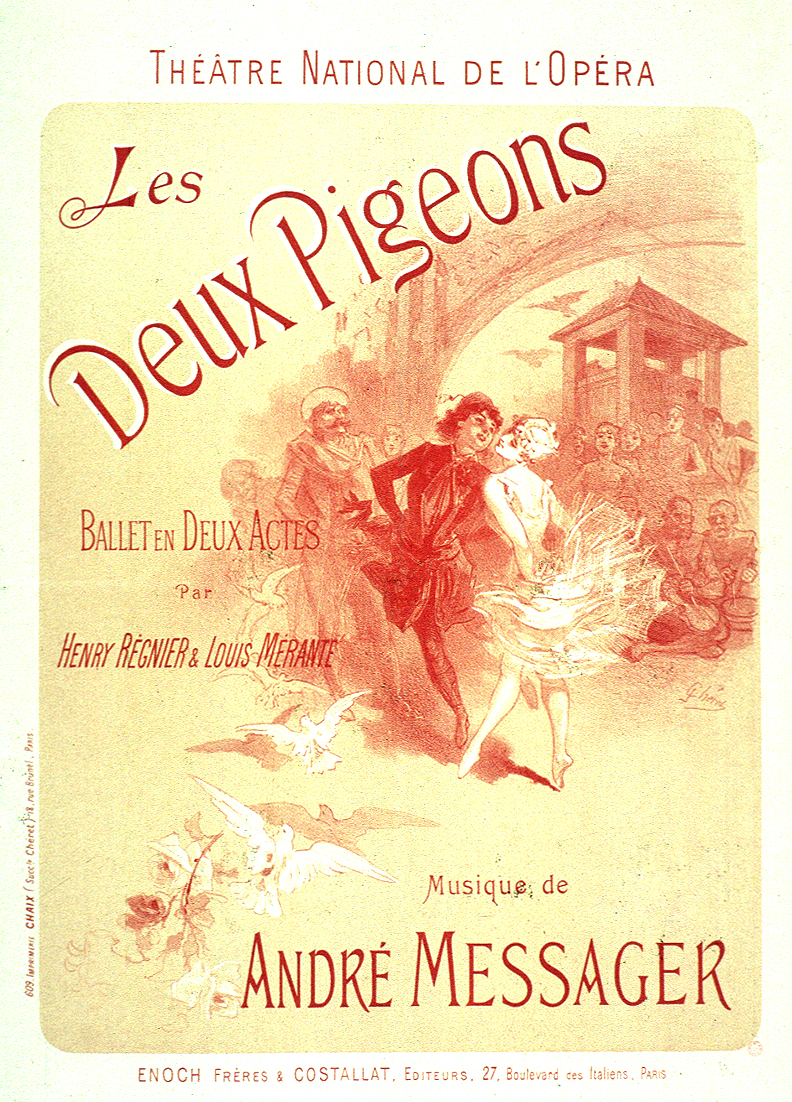
Affiche de Jules Chéret pour le ballet d'André Messager, entre 1894 et 1919